# Nationalpark Alerce Costero
Der Nationalpark Alerce Costero liegt in der Región de Los Ríos im Andenstaat Chile. Der Park schützt vor allem ursprünglichen Valdivianischen Regenwald. Im Park finden sich uralte Exemplare der namensgebenden Patagonischen Zypresse.

## Verkehr
Durch den Park führt eine Schotterstraße die diverse kurze bis mittellange Wanderwege erschließt. Von Chaihuin unmittelbar am Parkeingang aus verkehrt vier Mal täglich ein Bus nach Corral. Letzteres ist über eine Fähre an das Busnetz von Valdivia angebunden. Zwei der Wanderwege sind von Chaihuin aus fußläufig zu erreichen.

## Gran Abuelo
Der Gran Abuelo ist eine Patagonische Zypresse mit einem Stammdurchmesser von über vier Metern, deren Alter je nach Schätzung zwischen 3500 und 5000 Jahren beträgt. Der Baum ist eine der größten Attraktionen des Nationalparks.

## Galerie

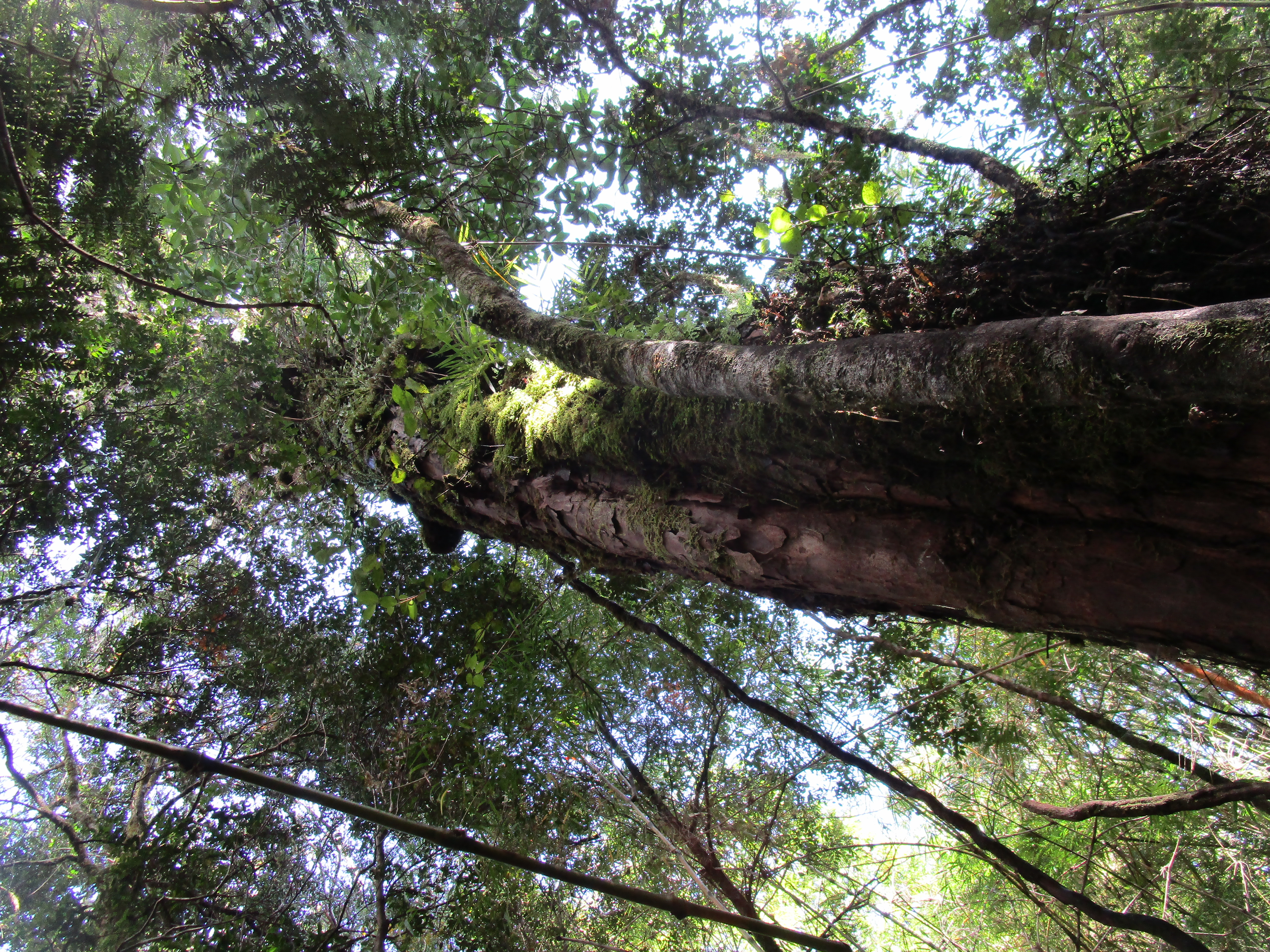
Blätterdach im Alerce Costero
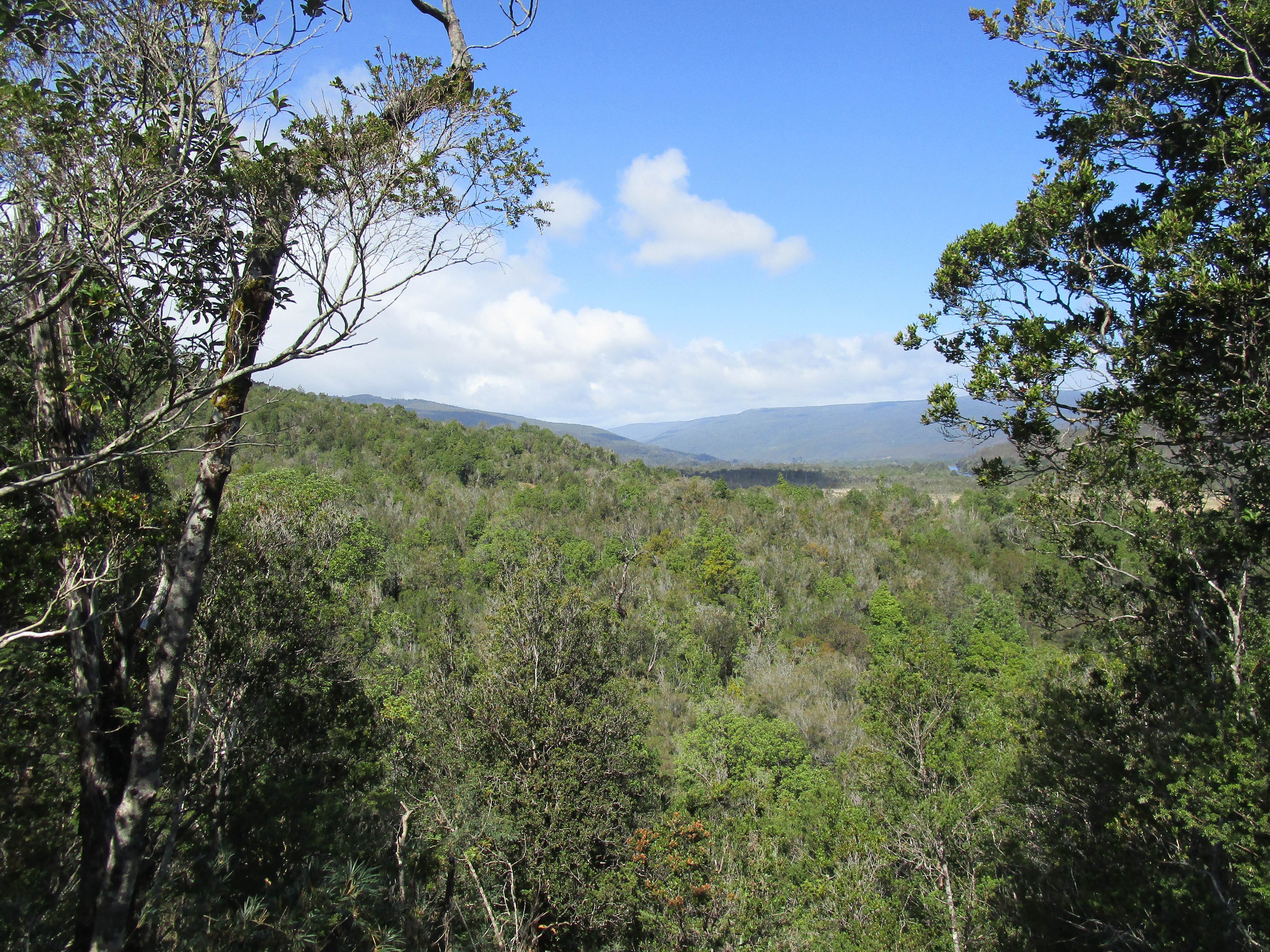
Panoramablick in das Tal des Río Chaihuin der den Park durchfließt
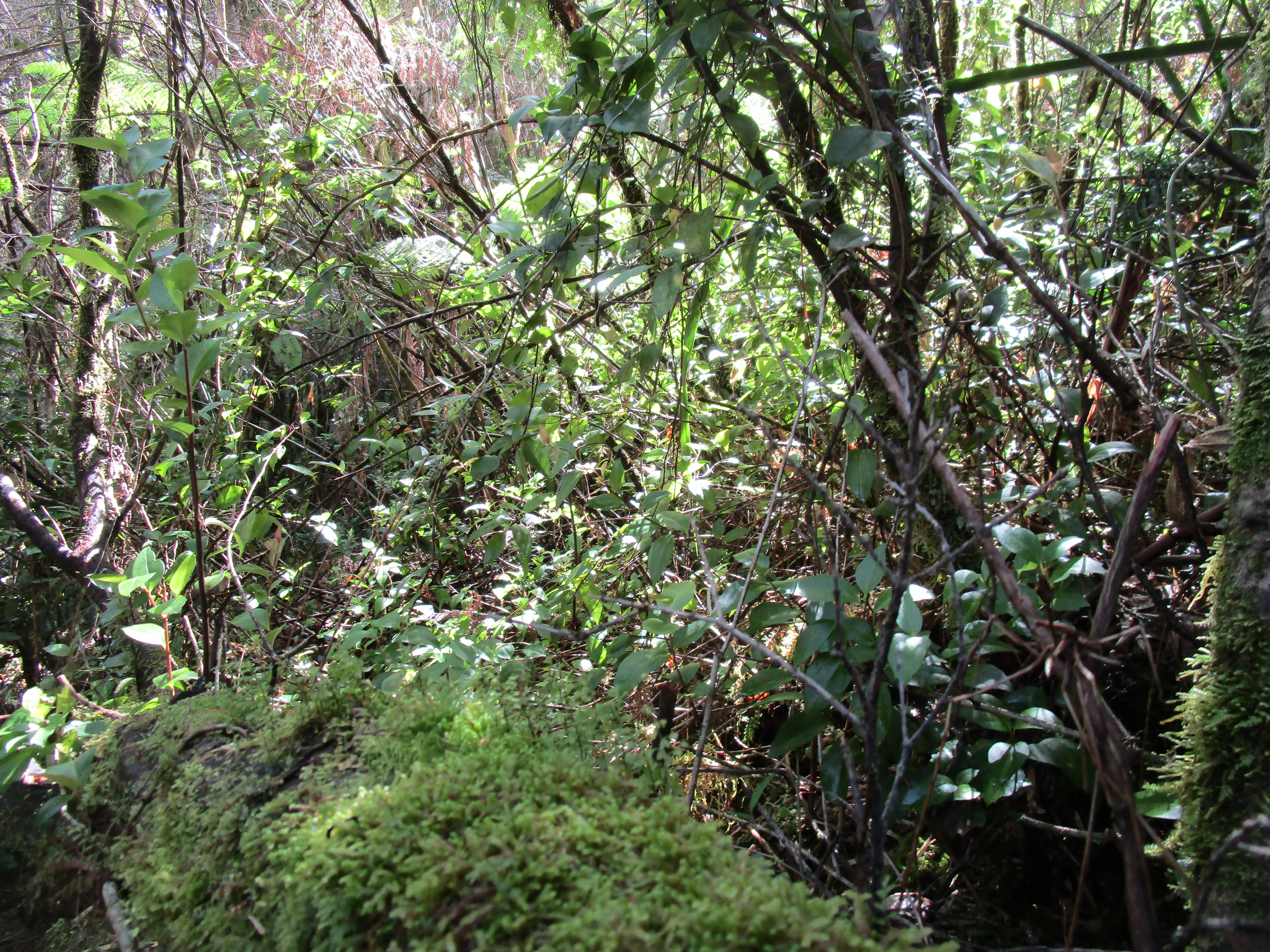
Unterholz im Sektor Los Meilis
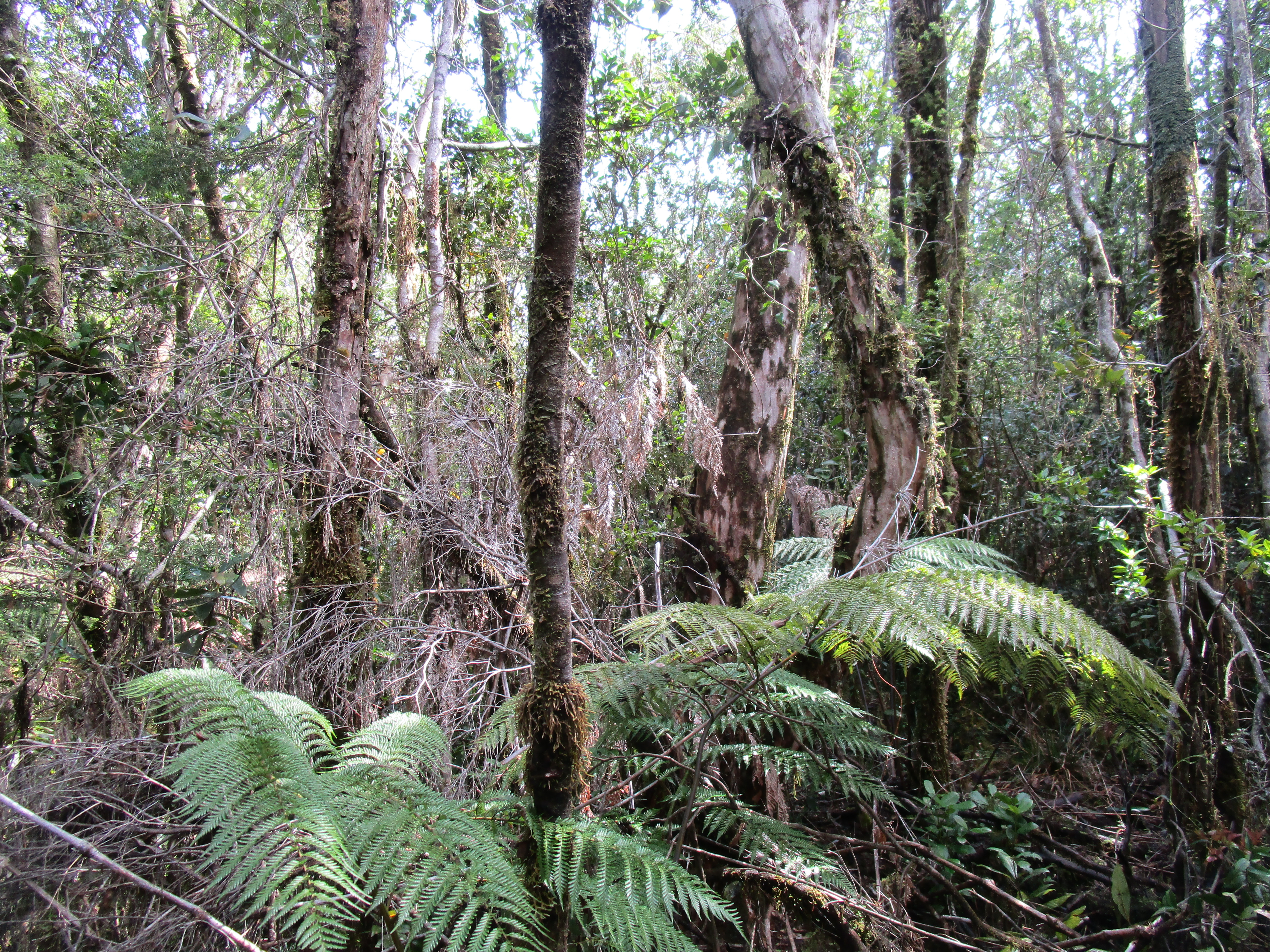
Vegetation im Sektor Los Meilis
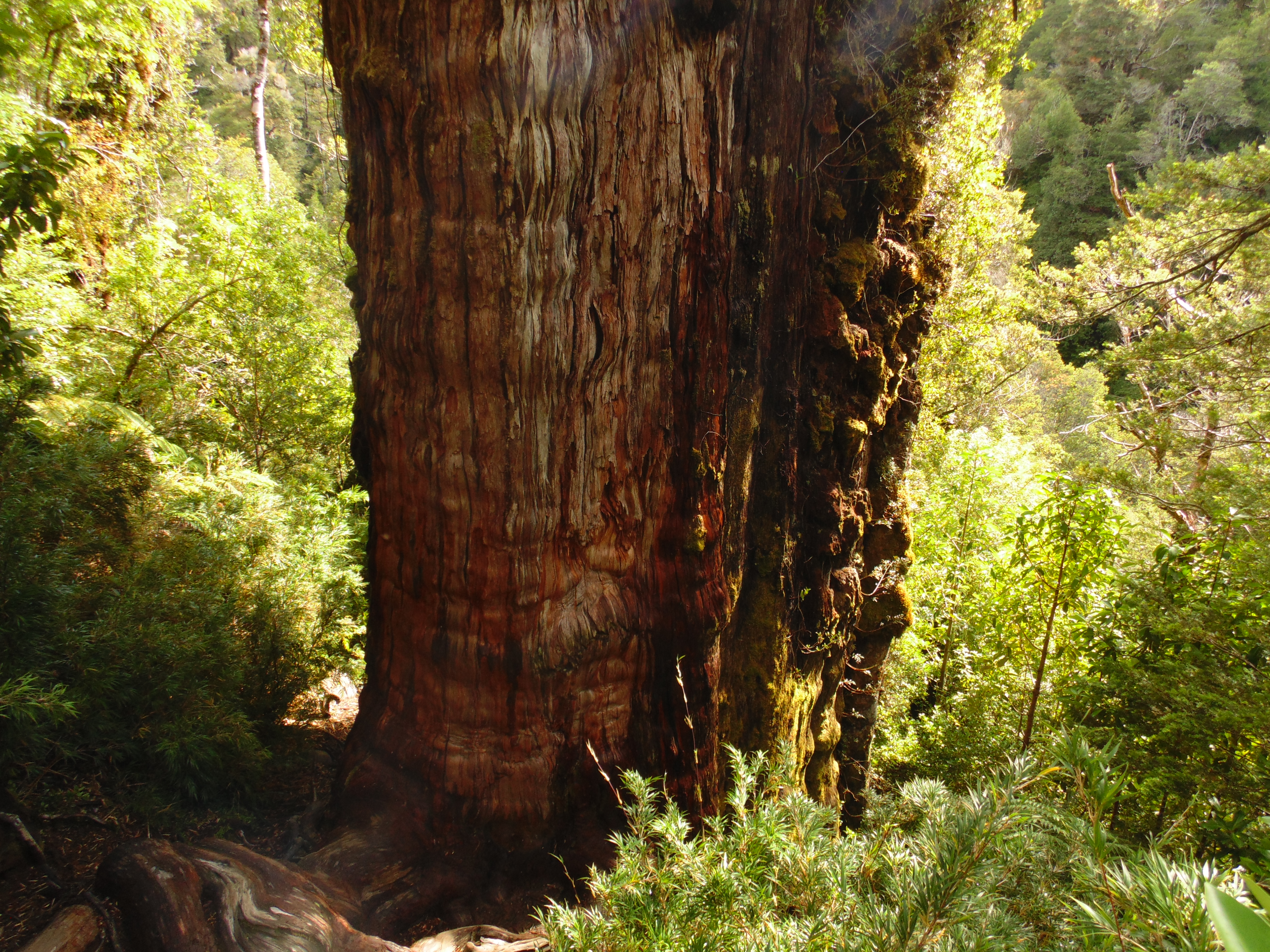
Stamm des Gran Abuelo